# Ligne 16 (Infrabel)
Pour les articles homonymes, voir Ligne 16.
La ligne 16 est une ligne de chemin de fer belge qui relie Lierre (au sud d'Anvers) et Aarschot (au nord-est de Bruxelles). Elle est un des maillon du corridor fret reliant les ports belges à l'Allemagne via Aix-la-Chapelle.

## Histoire
- En 1864, la Compagnie du  Grand Central Belge ouvre cette ligne au profil quasi totalement rectiligne[1].
- En 1871, elle est portée à double voie[1].
- En 1897, cette compagnie privée et toutes ses concessions sont nationalisées.
- Son électrification ne survient qu'en 1981. En effet, le trafic fret qui constitue sa principale charge reste jusque-là assuré par des engins diesel dont les chemins de fer belges ne manquent pas à l'époque.

## Caractéristiques

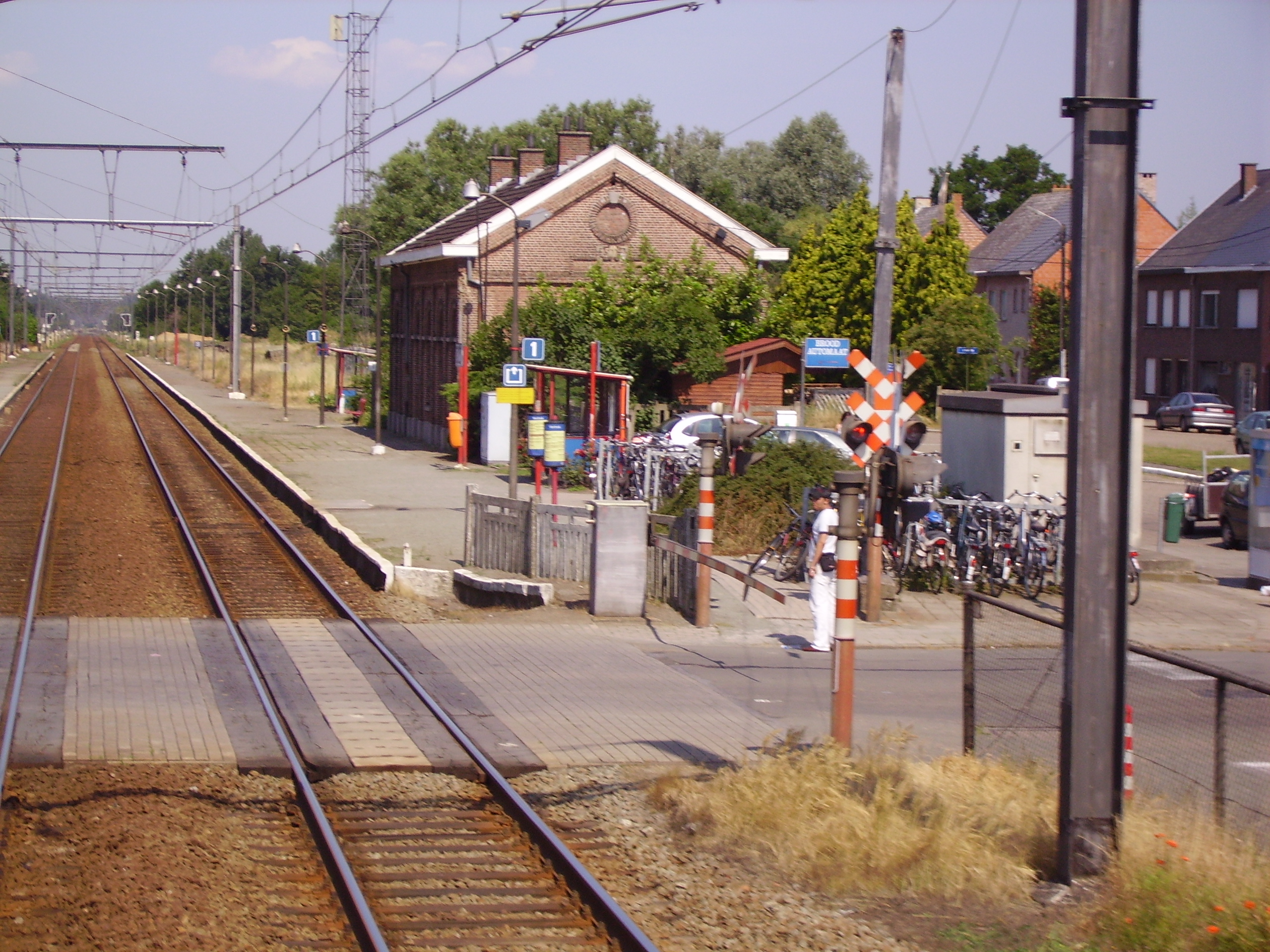
La gare de Berlaar

## Exploitation
La ligne voit principalement passer du trafic fret entre les faisceaux de triage du port d'Anvers et l'Allemagne d'une part, le bassin liégeois de l'autre (via les lignes 35 et 24). Un itinéraire qui a l'avantage de contourner par l'est les zones densément peuplées du brabant flamand (et donc les villes de Malines, Bruxelles et Louvain).
La desserte voyageur est constituée :
- d'un train direct (train IC-09 - InterCity) Anvers - Aarschot - Louvain (en semaine) et Anvers - Aarschot - Hasselt - Liège (le week-end) ;
- d'un second train direct IC-15 (créé en 2022[2]) Anvers - Diest - Hasselt (en semaine) ;
- d'un omnibus (train L) Anvers - Aarschot - Louvain.